# 트럭 기사
트럭 기사는 화물차를 주로 운전하는 사람들을 가리키는 단어이다. 트러커라고 불리기도 한다.

## 설명
트럭 기사는 주로 노란색 번호판을 달고 영업용으로 운행되는 화물차를 모는 사람들을 가리킨다. 이러한 영업용 화물차를 모는 사람들은 운전면허증 중에 1종 보통 면허, 1종 대형 면허, 1종 특수 면허는 기본에 화물운송종사자격증까지 같이 소지하고 있다. 트럭 기사가 직접 자신의 트럭을 운전하면서 유튜브를 운영하기도 하며 대형 트럭, 준대형 트럭, 준중형 트럭, 소형 트럭, 경형 트럭을 모는 사람들을 트럭 기사라고 표현한다.

## 같이 보기
- 화물차
- 직업